# Epiphellia browni
Epiphellia browni är en havsanemonart som först beskrevs av Wilsmore 1911.  Epiphellia browni ingår i släktet Epiphellia och familjen Isophelliidae. Inga underarter finns listade i Catalogue of Life.